# Alberto Manguel

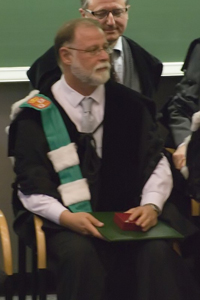
Alberto Manguel (2007)

Alberto Adrián Manguel (n. 13 martie 1948, Buenos Aires, Argentina) este un scriitor, traducător și redactor de origine argentiniană.

## Biografie
Manguel este fiul lui Pablo Manguel, primul ambasador argentinian în Israel, și soției lui Rosa Finkelstein. Primii ani i-a petrecut acolo.
Manguel deține cetățenie canadiană și locuiește împreună cu partenerul său Craig Stephenson, un psihanalist, din Mondion (Franța). El este autor de romane și cărți de non-ficțiune. Alberto Manguel a fost între 1964 și 1968, printre altele, cititorul scriitorului argentinian orb Jorge Luis Borges.

## Volume publicate în limba română
- Biblioteca Nopții. Nemira, 2011. ISBN 9786065791213
- Istoria lecturii. Nemira, 2011. ISBN 9786065791329
- Jurnal de lectură - Un Don Juan al cărților. Editura Baroque Books & Arts, 2012. ISBN 9786069322765
- Toți oamenii sunt mincinoși. Editura Baroque, 2012. ISBN 9786069322772

## Legături externe
- Alberto Manguels Homepage